# جون ارتشر (لاعب كرة قدم)
جون ارتشر (بالإنجليزية: John Archer)‏ (18 يونيو 1941 في المملكة المتحدة - ) هو لاعب كرة قدم بريطاني في مركز الهجوم. لعب مع بورت فايل ونادي بورنموث ونادي تشيسترفيلد ونادي كرو ألكساندرا وهدرسفيلد تاون.